# Goodbye to the Age of Steam
Goodbye to the Age of Steam ist das erste Studioalbum der englischen Progressive-Rock-Band Big Big Train. Die CD wurde am 31. Mai 1994 veröffentlicht.

## Inhalt
Die Songs auf Goodbye to the Age of Steam handeln von alltäglichen Drahtseilakten und teilweisen Abstürzen. Der Albumtitel hat keinen Bezug zu den Songs, vermittelt aber die Stimmung der Stücke.

## Stil
Musikalisch zeigen sich BBT zum Zeitpunkt ihres Debütalbums sowohl von typischen Neo-Prog-Bands wie IQ, Jadis, Galahad beeinflusst, als auch z. B. von Steve Hackett. Ein eigener Stil ist zu erahnen, aber noch nicht gefestigt. Das Album bekam mittlere bis positive Kritiken, wobei oft der zu dünne Gesang bemängelt wurde.

## Titelliste
1. Wind Distorted Pioneers (3:21)
2. Head Hit The Pillow (5:50)
3. Edge Of The Known World (4:47)
4. Landfall (4:18)
5. Dragon Bone Hill (3:53)
6. Blow The House Down (9:21)
7. Expecting Snow (2:37)
8. Blue Silver Red (10:04)
9. Losing Your Way (7:29)
10. Two Poets Meet (4:30) (Bonus-Track nur auf japanischer Ausgabe)

## Re-Release
Im Jahr 2011 wurde Goodbye to the Age of Steam auf dem bandeigenen Label English Electric Recordings wiederveröffentlicht. Die teilweise verschwundenen Keyboardtapes mussten dazu neu eingespielt werden. Auch das Album-Cover wurde von Jim Trainer neu gestaltet, da das Original von Kev Thompson verloren ging. Drei Bonus-Tracks ergänzen die ursprünglichen Songs, darunter eine Neukomposition.
1. Wind Distorted Pioneers (3:21)
2. Head Hit The Pillow (5:50)
3. Edge Of The Known World (4:47)
4. Landfall (4:18)
5. Dragon Bone Hill (3:53)
6. Blow The House Down (9:21)
7. Expecting Snow (2:37)
8. Blue Silver Red (10:04)
9. Losing Your Way (7:29)
10. Far Distant Thing (4:35) (Aufnahme von 1993 für das Demo The Infant Hercules)
11. Expecting Dragons (7:16) (neue Aufnahme in der 2011er-Besetzung)
12. Losing Your Way (10:01) (Langversion)